# 1012

## Събития
- Папа Римски Бенедикт VIII (18 май 1012 – 9 април 1024)

## Родени
- Марпа – будийски учител

## Починали
- 12 май Сергий IV – римски папа
- 17 юли – Коломан – католически светец, националeн покровител на Австрия